# 劉繹 (道光進士)
劉繹（1796年—1878年），字瞻岩，江西永豐人，清朝政治人物。

## 生平
少時即以文章聞名鄉里，嘉慶二十二年丁丑，參加府、院試，補博士弟子員。道光十五年（1835年）狀元（成為江西最後一名狀元）。歷任翰林院修撰，入值南書房。道光十七年（1837年）以三品京堂的官銜任山東學政，督學時刻“勸課條規”。後以父母年迈乞归故里。在鹭洲书院及青原书院作主讲，主持白鷺洲書院十餘年，堅持“默承淵源，推闡往緒，昌明正學，鼓舞善類，以省察躬行為本，經明行修為要”的辦學宗旨。卒於清光緒四年，享年八十二歲。

## 著作
著《存吾春齋文抄》、《詩抄》、《崇正黜邪论》。